# Aglaophenia elongata
Aglaophenia elongata is een hydroïdpoliep uit de familie Aglaopheniidae. De poliep komt uit het geslacht Aglaophenia. Aglaophenia elongata werd in 1845 voor het eerst wetenschappelijk beschreven door Meneghini. 